# Stawiguda (gmina)
Stawiguda – gmina wiejska w województwie warmińsko-mazurskim, w powiecie olsztyńskim. W latach 1975–1998 gmina położona była w województwie olsztyńskim.
Siedziba gminy to Stawiguda. Wieś lokowana w 1357. Kościół z 1933 r., chałupy drewniane zabytkowe (nr 14, 21, 106, 163).
Według danych GUS na dzień 31.12.2017 r. gminę zamieszkiwało 9005 mieszkańców. Natomiast według danych z 31 grudnia 2019 roku gminę zamieszkiwało 10 548 osób. Według danych Urzędu Gminy w Stawigudzie z 30 czerwca 2022 roku gminę zamieszkiwało 11 964 osób.
Na terenie gminy funkcjonuje lądowisko Gryźliny.

## Struktura powierzchni
Według danych z roku 2002 gmina Stawiguda ma obszar 222,52 km², w tym:
- użytki rolne: 23%
- użytki leśne: 54%

Gmina stanowi 7,83% powierzchni powiatu.

## Demografia
Dane z 31 grudnia 2017
| Opis                              | Ogółem | Ogółem | Kobiety | Kobiety | Mężczyźni | Mężczyźni |
| --------------------------------- | ------ | ------ | ------- | ------- | --------- | --------- |
| jednostka                         | osób   | %      | osób    | %       | osób      | %         |
| populacja                         | 9005   | 100    | 4566    | 50,71   | 4439      | 49,29     |
| gęstość zaludnienia (mieszk./km²) | 39,9   | 39,9   | 20,2    | 20,2    | 19,7      | 19,7      |

Według Narodowego Spisu Powszechnego Ludności i Mieszkań 2002, Gmina Stawiguda jest gminą o największym udziale osób narodowości niemieckiej w ogóle mieszkańców (7,64%) w województwie.
- Liczba ludności gminy w latach 1995–2017[7]:

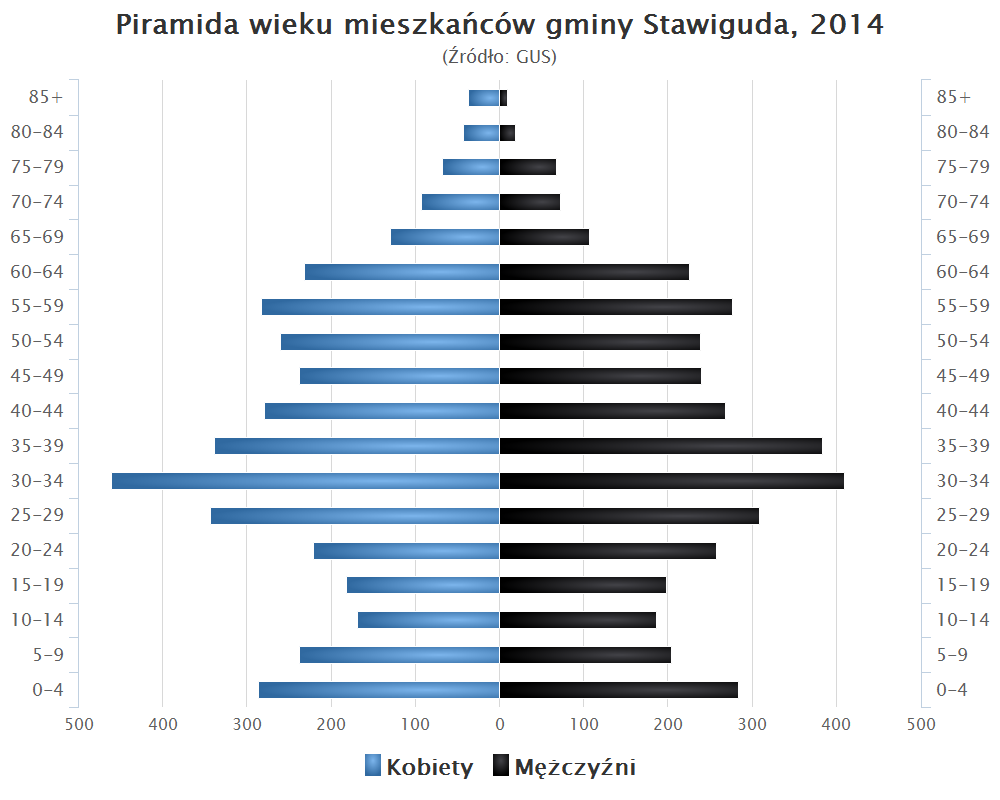
Piramida wieku mieszkańców gminy Stawiguda w 2014 roku

## Sołectwa
Bartąg, Bartążek, Dorotowo, Gągławki, Gryźliny, Jaroty, Majdy, Miodówko, Pluski, Ruś, Stawiguda, Tomaszkowo, Wymój.

## Pozostałe miejscowości
Binduga, Ćwikielnia, Grada, Kieruj, Klekotowo, Kręsk, Łański Piec, Muchorowo, Owczarnia, Rybaki, Stary Dwór, Zarośle, Zazdrość, Zezuj, Zielonowo, Zofijówka.

## Sąsiednie gminy
Gietrzwałd, Olsztyn, Olsztynek, Purda